# 民族站 (法兰西岛大区快铁)
民族站（法語：Gare de Nation）是位于法国巴黎11区与12区交界的快速铁路与地铁车站，法兰西岛大区快速铁路A线主线（RER A线）上东侧数起的第二站。

## 历史
民族站始建于1969年12月14日，是当时巴黎东段区域地铁线路的西部终端站。巴黎东段区域铁路线从民族站开始，直至布瓦西圣莱热站。1977年12月8日，巴黎区域铁路线路整合，成为法兰西岛大区快速铁路A线（RER A线）。民族站也和里昂车站连接起来，列车从民族站西行可以通达圣日耳曼昂莱站。

## 概况
民族站位于巴黎11区与12区交界，是RER A线在巴黎市内的主线部分东数第二站。从民族站往东下一站是文森站，其後分为两个支线：以布瓦西圣莱热站为终端站的A2支线和以马恩拉瓦莱-谢西站（巴黎迪士尼乐园）为终端站的A4支线。从民族站往西下一站是里昂车站，是连接巴黎地区铁道交通和法国全国高速铁路网的重要车站。

### 乘客流量
据巴黎大众运输公司（RATP）的数据，2011年民族站的入站乘客总人次数为419,5903人次，2012年为423,8651人次。

## 服务
周一至周五的发车频率：正常时段每小时15班车，高峰时段每小时25至30班。周六与周日每小时12班。晚间每小时8班。

## 换乘路线
民族站位于巴黎一环（zone 1）。从民族站内可以直接换乘巴黎地铁1、2、6、9号线，详见巴黎地铁的民族广场站。
车站口有接驳邻近地区的公交车线路：
- RATP公交线路：  26，56，57，86，351（其中351路公交线路可达戴高乐机场）
- 晚间公交线路（Noctilien）： N11 N33

## 附近建筑
车站旁边是巴黎民族广场。附近还有留尼旺岛广场。